# 萩原健太
萩原 健太（はぎわら けんた、1956年2月10日 - ）は、日本の音楽評論家・ディスクジョッキー・音楽プロデューサー・作曲家・音楽家。CS-TBS番組審議委員、埼玉県浦和市（現・さいたま市）出身。
メジャーなポップ・ミュージック（主にアメリカのヒットチャート系）に精通しており、なかでもザ・ビーチ・ボーイズ、エルヴィス・プレスリー、ザ・ベンチャーズのマニアである。

## 来歴・人物
裁判官の父親の転勤に伴い、北海道や千葉県など転々として育つ。早稲田高等学校を経て早稲田大学法学部に進む。在学中は放送研究会に所属。音楽評論家の宮治淳一は一年後輩で交友関係にある。またサザンオールスターズの桑田佳祐とは、サザンがデビューする以前からの友人であり、アマチュア時代のサザンに加入していたこともある、とラジオ番組で明らかにしている。関口和之の弁によると、1976年秋～1977年春にかけて、松田弘や野沢秀行が加入する以前のサザンのギターを担当していた。なお、萩原を桑田に紹介したのは前述の宮治である。
1978年に大学を卒業後、早川書房に入社。ミステリを担当。当時、作家・中島梓（栗本薫）が編集者たちと結成したバンド「エディターズ」にベース担当として参加。
敬愛する大瀧詠一にインタビューを行った際、「君は南海ホークスのままで終わるのか? 読売ジャイアンツになる気はないのか?」と言われたことがきっかけで1981年6月に早川書房を退社、フリーランスとなる。1985年、学生時代から面識があった桑田佳祐のインタビュー集『ロックの子』を講談社から刊行。
1989年から1990年まで、TBS系列『三宅裕司のいかすバンド天国』に審査員として出演。グラムロックバンド、マルコシアス・バンプなど、多くのバンドを世に送り出した。このほか後番組『星期六我家的電視・三宅裕司の天下御免ね!』の音楽パフォーマンス部門においてWARKを見出すなど多くのバンド、ミュージシャンを発掘している。
ディスクジョッキーとしても1980年代中盤より活動。NHK-FMで佐野元春や甲斐よしひろの『サウンド・ストリート』の構成を担当後、自ら後続番組『ミュージック・シティ』のラジオパーソナリティを担当。1996年4月からNHK-FM『ポップス・グラフィティ』の月曜パーソナリティを2005年3月の番組終了まで担当した。
ミュージシャンとしては黒沢健一と共にアコースティック・カバーユニット「健'z」を結成の他、サーフ・インストゥルメンタル・バンド「ダディ&ザ・サーフビーツ」にギタリストとして参加。音楽プロデューサーとしてユースケ・サンタマリアがボーカルを務めたラテンロックバンド・BINGO BONGOの他、米米CLUB、山崎まさよしなどアルバム・プロデュース歴もある。
夫人は同じく音楽評論家でCRT主催者の能地祐子。
現在は『タモリ倶楽部』で定期的に放送されている「空耳アワード」の審査員やTBSラジオの『萩原健太のMusic SMiLE』などを担当。
文化庁芸術祭大衆芸能部門審査員。
2024年、第27回みうらじゅん賞を受賞。

## エピソード
TOKYO FMで2023年現在も放送されている『山下達郎のサンデー・ソングブック』で番組が始まった頃、スタッフであった。当番組は山下自身が所蔵する音源からオールディーズを中心とした楽曲を放送しているが、番組開始頃、山下が「どしどしリクエスト下さい。私と萩原健太で揃えられないレコードはありません」と言っていた。萩原も米『ビルボード』誌の歴代トップ100チャートに載ったシングル盤を全て揃えることを目標にしているほどの、有数のオールディーズコレクターである。
自身のラジオレギュラー番組が最終回を迎える際には、必ず最後の曲として最も好きな曲であるザ・ビーチ・ボーイズの「ドント・ウォリー・ベイビー」をかけることにしている。

## 主な提供曲・プロデュース
- 「Candy」ココナッツ・ボーイズ（後のC-C-B）（作曲・プロデュース）
- 「フォーチュン・クエスト〜いつか叶う夢」笠原留美（作曲・編曲）
- 「ボクはパワー」相原勇（プロデュース）
- 『GO FUNK』『5 1/2』『米米CLUB』米米CLUB（プロデュース）
- 『五木』五木ひろし（編曲・共同プロデュース）
- 「元気を出して節」国本武春（編曲）
- 「みんなおぼえてる/ブルー・アイズ」『ドライブ・スルー・アメリカ』柳原幼一郎（プロデュース・アコースティック・ギター）
- 「どんすた」鈴木雅之（プロデュース）

## 著書
- 『ポップス・イン・ジャパン』（新潮文庫、1992年）
- 『はっぴいえんど伝説』（シンコー・ミュージック、1992年）
- 『ロックの歴史 ロックンロールの時代』（シンコー・ミュージック、1993年）
- 『萩原健太のポップス・スクラップブック』（主婦の友社、1994年）
- 『ボブ・ディランは何を歌ってきたのか』（Pヴァイン〈ele-king books〉、2014年）
- 『70年代シティ・ポップ・クロニクル』（Pヴァイン〈ele-king books〉、2015年）
- 『アメリカン・グラフィティから始まった』（Pヴァイン〈ele-king books〉、2016年）
- 『50年目の『スマイル』 ぼくはビーチ・ボーイズが大好き』（Pヴァイン〈ele-king books〉、2017年）
- 『80年代 日本のポップス・クロニクル』（Pヴァイン〈ele-king books〉、2018年）

## アルバム
- 『健'z』（DDCZ-1041）

## 出演

### ラジオ
- ミュージックシティー「ヒットポップス・アンコール」（NHK-FM）
- ポップスグラフィティ（NHK-FM）
- otonanoラジオ（FMヨコハマ、2019年10月7日 - ）

### 映画
- 茅ヶ崎物語 〜MY LITTLE HOMETOWN〜（2017年9月16日、ライブ・ビューイング・ジャパン）
- 馬の骨（2018年6月2日、オフィス桐生） - 本人 役

### 過去
- ナイトジャーナル（NHK総合）
- ジャパンライブ 91（NHK-FM）
- ポップスグラフィティ（NHK-FM）
- ミュージックプラザ（NHK-FM）
- CANON FM WONDERLAND（TOKYO FM、『桑田佳祐のやさしい夜遊び』の前身、パートナー：ちわきまゆみ）
- ワーナー インディーズセレクション（TBSラジオ）
- 飛光船RAY、キャッチ・ア・ウェーブ（TBSラジオ）
- MTV JAPAN（TBS、パートナー：光岡ディオン）
- ストリーム（TBSラジオ、火曜コーナー担当）
- MUSICA（スペースシャワーTV、共演：永積タカシ、池田貴史、2002年4月～2003年3月）
- YO-HO（スペースシャワーTV、共演：嶺川貴子、鈴木蘭々、BONNIE PINK、1995年～1997年頃）
- サウンド・キャッチ（TBSラジオ 荒川強啓 デイ・キャッチ!内、JRN系全国ネット）5時05分 - 5時15分（2011年4月4日 - 2013年9月27日）
- 月刊萩原健太（スターデジオ、パートナー：宮治淳一）
- 萩原音楽堂（ミュージックバード、全国コミュニティFM局）
- 萩原健太のMusic SMiLE（JRN系列各局、2015年3月30日 - 2020年9月25日）
- タモリ倶楽部（テレビ朝日）不定期出演 - 主に音楽ネタ回・空耳アワード審査員
- Music Stories〜ライブハウスからのそれぞれの物語〜（JFN系ネット、2021年4月 - 2023年9月）